# Chełpina
Chełpina (niem. Neu Helpe) – osada leśna w Polsce położona w województwie zachodniopomorskim, w powiecie choszczeńskim, w gminie Recz. W latach 1975–1998 miejscowość administracyjnie należała do województwa gorzowskiego. Leśniczówka wchodzi w skład sołectwa Żeliszewo. Najbardziej na południe położona miejscowość gminy.

## Geografia
Leśniczówka leży ok. 800 m na południe od Żeliszewa.